# Ечберг
Ечберг (њем. Etschberg) општина је у њемачкој савезној држави Рајна-Палатинат. Једно је од 98 општинских средишта округа Кузел. Према процјени из 2010. у општини је живјело 672 становника. Посједује регионалну шифру (AGS) 7336024.

## Географски и демографски подаци
Ечберг се налази у савезној држави Рајна-Палатинат у округу Кузел. Општина се налази на надморској висини од 370 метара. Површина општине износи 3,5 km². У самом мјесту је, према процјени из 2010. године, живјело 672 становника. Просјечна густина становништва износи 194 становника/km².